# Albert Memmi
Albert Memmi (Tunis, 15 de desembre de 1920 - París, 22 de maig de 2020) va ser un escriptor i assagista francotunisenc.

## Trajectòria
Va néixer a Tunísia, quan aquest país era encara una colònia francesa. Tot i que la família d'Albert Memmi era d'origen jueu i s'expressava en llengua àrab, ell es va formar a l'escola francesa del Lycée Carnot, i més endavant a la Universitat d'Alger, on va estudiar filosofia, i a La Sorbona de París.
Paral·lelament a la seva obra literària, va fer de professor al Lycée Carnot de Tunis (1953) i, després de viatjar a França arran de la independència de Tunísia, a l'École pratique des hautes études, a l'HEC Paris i a la Universitat de París Nanterre X (1970). Tot i haver donat suport al moviment d'alliberament de Tunísia, no trobà el seu lloc en el nou estat musulmà.
Va publicar la primera novel·la, en la qual s'apreciaven nombrosos detalls autobiogràfics, L'estàtua de sal, el 1953, amb pròleg d'Albert Camus. La seva obra més coneguda va ser un assaig prologat pel filòsof Jean-Paul Sartre, Portrait du colonisé, précédé du portrait du colonisateur, que es va publicar el 1957 i que es va presentar com una defensa dels moviments independentistes. Aquesta obra mostra com la relació entre colonitzador i colonitzat els condiciona a tots dos i els fa interdependents.
Va destacar el seu extens assaig Portrait d'un juif, de 1962, on es fa evident el seu desassossec vital car Memmi es trobava entre la cruïlla de tres cultures i edifica la seva obra basant-se en la dificultat de trobar un equilibri entre Orient i Occident. També és conegut per la seva Anthologie des écrivains maghrébins d'expression française publicada el 1964.

## Obra publicada
- A contre-courants. Paris: Nouvel Objet, 1993. ISBN 2840850028
- Ah, quel bonheur! (precedido por L'exercice du bonheur). Paris: Arléa, 1995. ISBN 2869592507
- Albert Memmi: un entretien avec Robert Davies suivi de Itinéraire de l'expérience vécue à la théorie de la domination. Montréal: Éditions L'Étincelle, 1975.
- Bonheurs: 52 semaines. Paris: Arléa, 1992. ISBN 286959142X
- Le buveur et l'amoureux: le prix de la dépendance. Paris: Arléa, 1998. ISBN 2869593910
- Ce que je crois. Paris: B. Grasset, 1985. ISBN 2246311713
- La dépendance: esquisse pour un portrait du dépendant. Paris: Gallimard, 1979.
- Le désert: ou, La vie et les aventures de Jubair Ouali El-Mammi. Paris: Gallimard, 1977.
- Dictionnaire critique à l'usage des incrédules. Paris: Kiron/Editions du Félin, 2002. ISBN 2866454308
- L'écriture colorée, ou, Je vous aime en rouge: essai sur une dimension nouvelle de l'écriture, la couleur. Paris: Périple: Distribution Distique, 1986. ISBN 290454903X
- L'Homme dominé. Paris: Gallimard, 1968.
- L'Homme dominé; le Noir, le colonisé, le prolétaire, le Juif, la femme, le domestique, le racisme. Nouvelle éd. Paris: Payot, 1973. ISBN 222832230X
- L'individu face à ses dépendances. Paris: Vuibert, 2005. ISBN 2711761819
- Le juif et l'autre. Etrepilly: C. de Bartillat, 1995. ISBN 2841000257
- Juifs et Arabes. Paris: Gallimard, [1974].
- Le nomade immobile: récit. Paris: Arléa, 2000. ISBN 2869595212
- Le personnage de Jeha dans la littérature orale des Arabes et des Juifs. Jerusalém: Institute of Asian and African Studies, Hebrew University of Jerusalem, [1974?]
- Le pharaon: roman. Paris: Julliard, 1988. ISBN 2260005357
- Portrait du colonisé, précédé du portrait du colonisateur. 1957.
- Portrait du décolonisé arabo-musulman et de quelques autres. Paris: Gallimard, 2004. ISBN 2070771105
- Portrait d'un Juif. Paris: Gallimard, 1962-1966.
- Le racisme: description, définition, traitement. Paris: Gallimard, 1982. ISBN 207035461X
- Le Scorpion, ou, La confession imaginaire. Paris: Gallimard, 1969.
- La statue de sel. Paris: Correa [1953].
- Térésa et autres femmes: récits. Paris: Félin, 2004. ISBN 2866455681
- La terre intérieure: entretiens avec Victor Malka. Paris: Gallimard, 1976.